# Espadrille

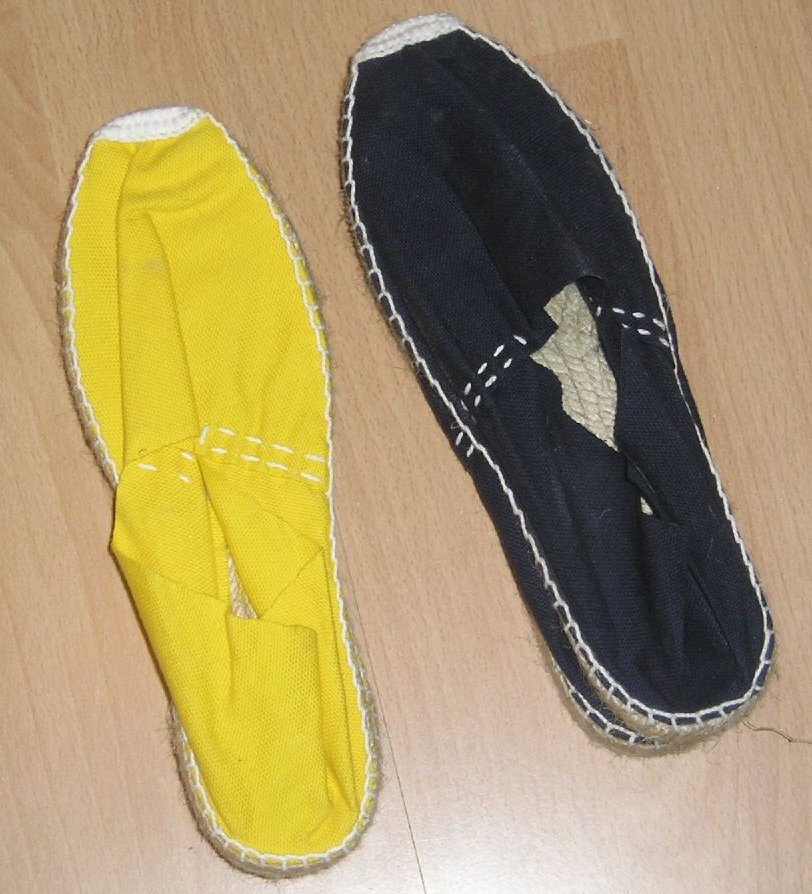
Espadrilles

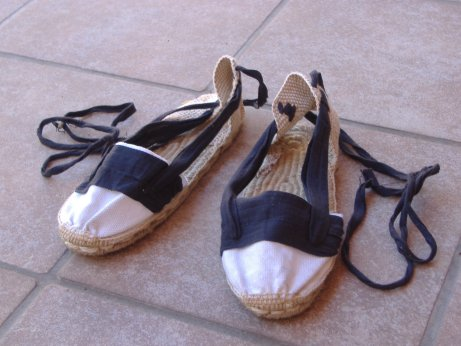
Espadrilles met veters

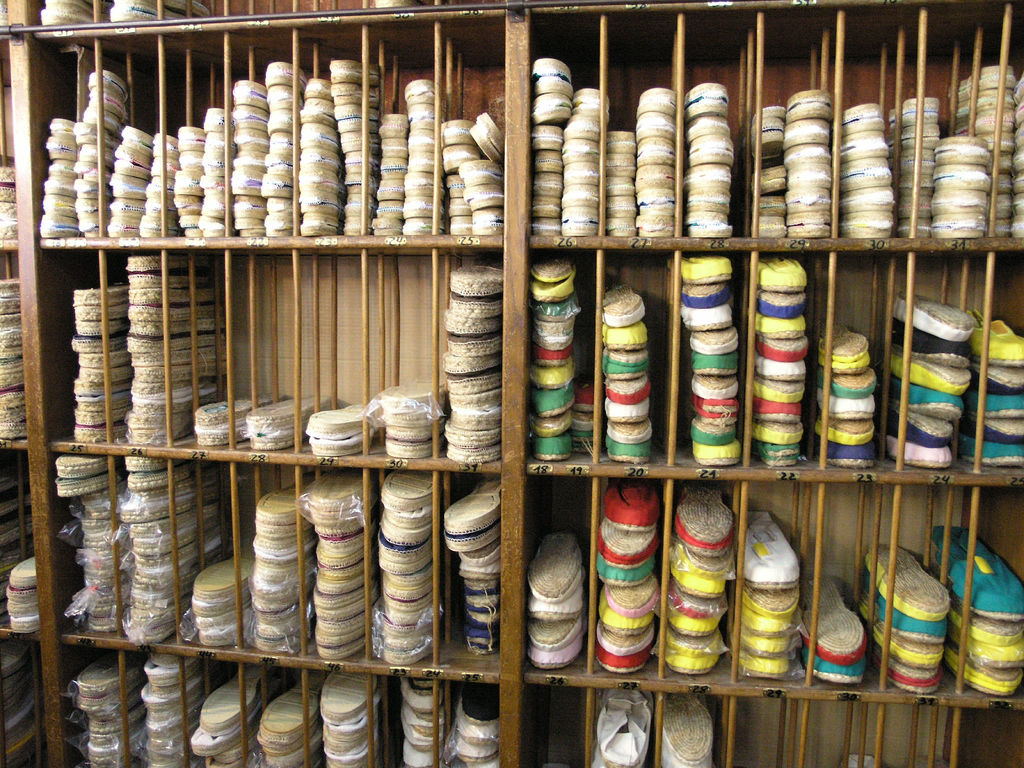
Een kast met espadrilles zoals men die in Barcelona kan vinden

Espadrilles zijn lichte schoenen die oorspronkelijk uit de Pyreneeën komen. Ze worden gemaakt van canvas of katoen en een zool van esparto, hennep of jute, eventueel verstevigd met een laag rubber eronder. Deze laag rubber wordt vaak zo gegoten dat het op touw lijkt. De touwen zool is het belangrijkste kenmerk van de espadrille; het bovenste gedeelte kan verschillend van uiterlijk zijn. In Franstalig Quebec en Beiroet staat het woord espadrille ook voor hardloopschoen.

## Geschiedenis
De term espadrille is Frans en komt van het Occitaanse woord espardenya, dat op zijn beurt weer afgeleid is van het woord espart, de Catalaanse naam voor esparto, een sterke mediterrane grassoort die gebruikt werd om touw mee te maken. Espadrilles werden al in de 14e eeuw gemaakt in Catalonië, en er zijn Catalaanse winkels die de schoenen al een eeuw lang vervaardigen. Traditionele espadrilles hebben een canvas bovenkant waarbij het gedeelte vanaf de teen naar de hiel uit een stuk is vervaardigd en rond de rand vastgenaaid is aan de zool.

## Moderne espadrilles
Ooit was het schoeisel voor boeren, tegenwoordig zijn ze populair, vooral in Catalonië en Frankrijk, waar zowel mannen als vrouwen ze dragen tijdens de lente en zomer. Espadrilles worden meestal in Spanje of Zuid-Azië gemaakt. Er zijn duizenden verschillende espadrilles, van goedkope marktschoenen tot kostbare espadrilles van bekende ontwerpers als Donna Karan en Pare Gabia.
Voor vrouwen wordt vaak een sleehak onder de schoen geplaatst. Deze espadrilles werden populair door de Franse modeontwerper Yves Saint Laurent. Op een beurs in Parijs kwam hij in 1970 in contact met de Spaanse espadrilleproducent Castañer. Castañer slaagde erin het ontwerp van Yves Saint Laurent te produceren en de espadrilles met een sleehak werden direct een hit. De traditionele platte variant wordt echter ook steeds meer gedragen.
De bovenkant kan van elk materiaal gemaakt worden en kan een open of gesloten teenruimte hebben, een open of dichte hiel, het kan een instapper zijn of veters hebben die rond het been van de drager gewikkeld worden, zodat de schoen goed op zijn plaats blijft zitten.
De zolen van espadrilles kunnen van natuurlijk touw of kunstmatig touw gemaakt worden, of zelfs van flexibele kunststoffen die op touw lijken. Naast esparto, de populairste vezel, is jute een geweldig materiaal voor de zolen vanwege de milieuvriendelijke eigenschappen vergeleken met kunststoffen. Jute zolen worden gevulkaniseerd met een rubber onderlaag, zodat de espadrilles langer meekunnen.
Bangladesh is de grootste producent ter wereld van jute. Negentig procent van de wereldproductie van zowel complete espadrilles als jute zolen wordt nu in Bangladesh gemaakt, hoewel veel fabrikanten, zowel in Spanje, Italië als in Frankrijk jute zolen uit Bangladesh importeren om er vervolgens hun eigen designs op te plaatsen. Complete espadrilles worden ook gemaakt in Argentinië (bekend als alpargatas), Bolivia, Chili, Colombia, Paraguay en Venezuela met geïmporteerde jute uit Bangladesh.

## Fabricage
Het fabriceren van espadrilles is over het algemeen complexer dan het maken van sandalen. De jute zolen vormen het grootste probleem. De jute twijgen worden eerst machinaal in elkaar gevlochten. Vervolgens worden ze in de mal van een zool gelegd en met een warmtebehandeling komen ze tot de goede vorm, waarna ze met verticale naaipunten aan elkaar worden vastgezet. Hierna wordt de onderste laag van de zolen gevulkaniseerd. Ten slotte wordt het textiel op de zool genaaid in verschillende handelingen.